# Гіксвілл (Огайо)
Гіксвілл (англ. Hicksville) — селище (англ. village) в США, в окрузі Дефаєнс штату Огайо. Населення — 3431 особа (2020).

## Географія
Гіксвілл розташований за координатами 41°17′37″ пн. ш. 84°45′53″ зх. д. / 41.29361° пн. ш. 84.76472° зх. д. (41.293580, -84.764819).  За даними Бюро перепису населення США в 2010 році селище мало площу 6,88 км², уся площа — суходіл.

## Демографія
Згідно з переписом 2010 року, у селищі мешкала 3581 особа в 1432 домогосподарствах у складі 946 родин. Густота населення становила 521 особа/км².  Було 1571 помешкання (228/км²).
Расовий склад населення:
| - 94,9 % — білих - 0,4 % — азіатів - 0,3 % — корінних американців - 0,3 % — чорних або афроамериканців - 2,1 % — осіб інших рас |

До двох чи більше рас належало 2,0 %. Частка іспаномовних становила 5,1 % від усіх жителів.
За віковим діапазоном населення розподілялося таким чином: 26,0 % — особи молодші 18 років, 58,0 % — особи у віці 18—64 років, 16,0 % — особи у віці 65 років та старші. Медіана віку мешканця становила 36,9 року. На 100 осіб жіночої статі у селищі припадало 92,7 чоловіків;  на 100 жінок у віці від 18 років та старших — 88,4 чоловіків також старших 18 років.
Середній дохід на одне домашнє господарство  становив 43 574 долари США (медіана — 38 678), а середній дохід на одну сім'ю — 48 651 долар (медіана — 40 582). Медіана доходів становила 40 915 доларів для чоловіків та 29 493 долари для жінок. За межею бідності перебувало 13,5 % осіб, у тому числі 17,8 % дітей у віці до 18 років та 11,5 % осіб у віці 65 років та старших.
Цивільне працевлаштоване населення становило 1534 особи. Основні галузі зайнятості: виробництво — 34,6 %, роздрібна торгівля — 16,6 %, освіта, охорона здоров'я та соціальна допомога — 16,2 %.